# Зональное (аэропорт)
Аэропорт Зональное — (ИАТА: ZZO, ИКАО: UHSO) аэропорт в поселке Зональное, Сахалинская область, Россия.

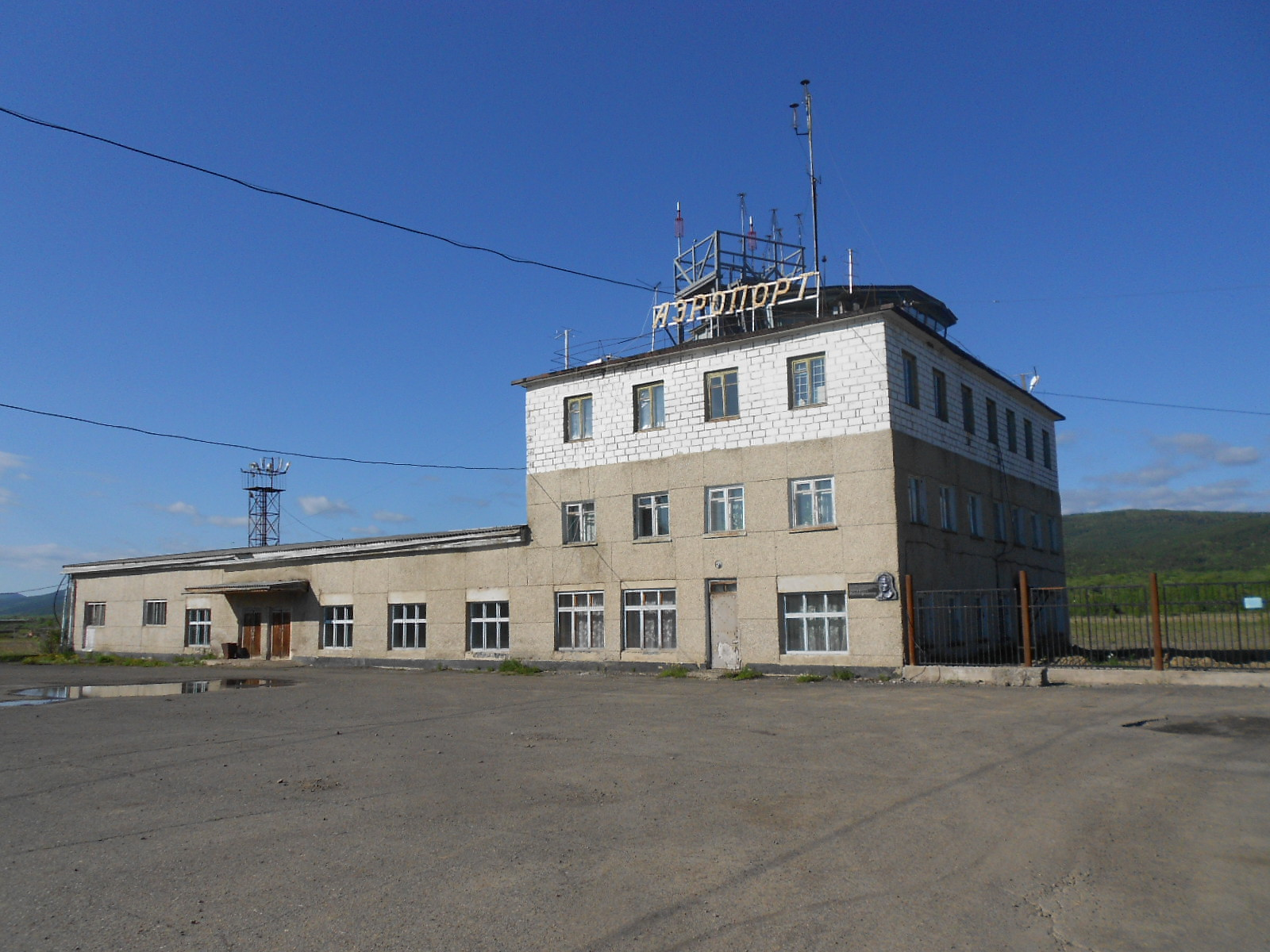
Здание аэропорта

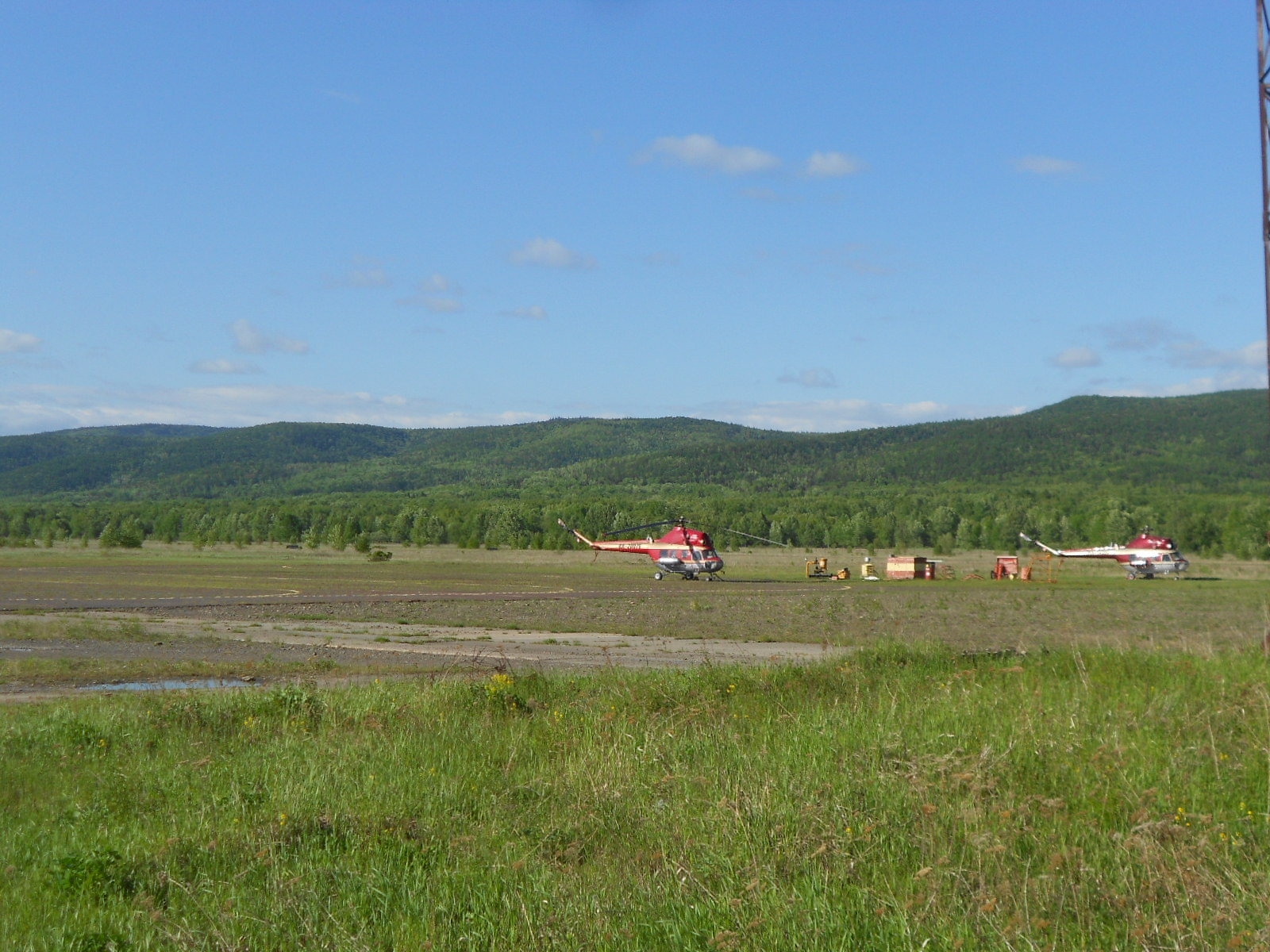
Вертолёты в аэропорту Зональное (2016)

Длина ИВПП 1500 м. Ближайший аэропорт — Ноглики. Находится в 21 км к юго-востоку от Тымовского
В 2022 году аэродром Зональное был исключён из реестра российских аэродромов гражданской авиации.